# Малое Борисово
Малое Борисово — деревня в Бабаевском районе Вологодской области.
Входит в состав Борисовского сельского поселения (с 1 января 2006 года по 13 апреля 2009 года была центром Афанасовского сельского поселения), с точки зрения административно-территориального деления — центр Афанасовского сельсовета.
Расстояние до районного центра Бабаево по автодороге — 49 км, до центра муниципального образования села Борисово-Судское по прямой — 12 км. Ближайшие населённые пункты — Афанасово, Пожарища, Ширяевская.
По переписи 2002 года население — 110 человек (54 мужчины, 56 женщин). Преобладающая национальность — русские (97 %).